# 赵固
赵固（3世纪—319年），西晋十六国时人。
汉主刘渊时任安北将军，多从征战，所在有功。309年十二月，刘渊派遣安北将军赵固与都护大将军曲阳王刘贤、征北大将军刘灵、平北将军王桑，在东边的内黄县驻扎。311年，赵固、王桑攻打赵固的岳父裴盾，把他杀了。石勒杀死王弥，312年，他害怕投靠西晋刘琨，刘琨任命他为雍州刺史，后来又归附刘聪，被任命为荆州刺史，领河南郡太守，镇守洛阳。317年八月，赵固在临颍击杀卫将军华荟。他和长史周振不和，最后杀死周振归降晋朝将领李矩，李矩让他镇守洛阳。他和郭默攻打刘聪的河东，刘聪派刘粲反击，赵固于是丢弃洛阳。赵固与李矩、郭默互相攻战，被祖逖劝解，于是归附祖逖。319年，赵固死去，郭诵屯军阳翟，石生多次进攻，不能取胜。